# Sukarame Bawah
Sukarame Bawah is een bestuurslaag in het regentschap Bener Meriah van de provincie Atjeh, Indonesië. Sukarame Bawah telt 403 inwoners (volkstelling 2010).